# Vicky Ford

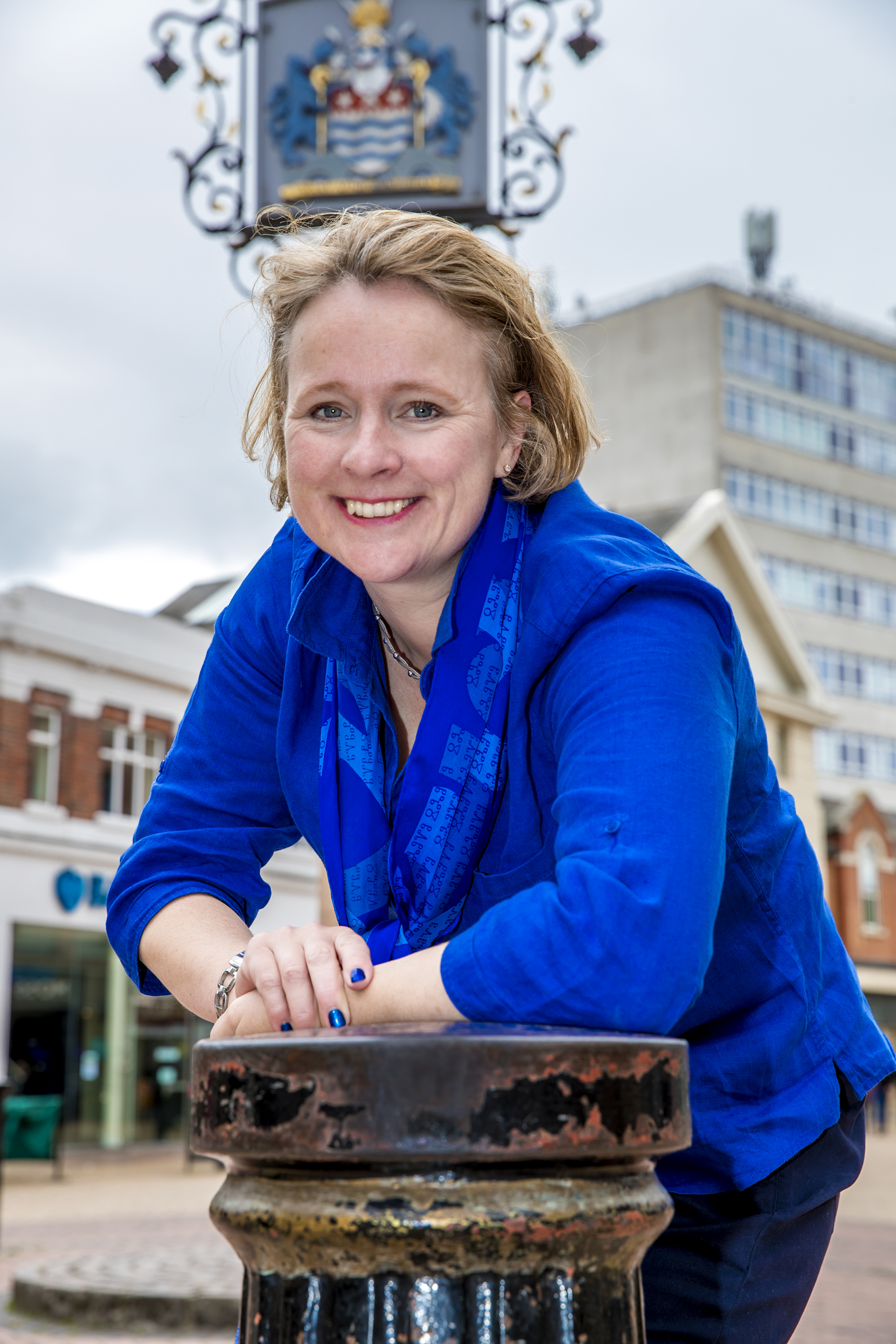
Vicky Ford

Victoria Grace ("Vicky") Ford (Omagh, County Tyrone, 21 september 1967 is een Brits politicus namens de Conservative Party.
Ford werd geboren in Noord-Ierland van ouders die beiden arts waren. Als kind werkte ze mee aan de campagnes die haar moeder voerde in de vredesbeweging en aan die van haar vader die bij lokale verkiezingen kandidaat was. Nadat hij overleden was, ging ze naar een middelbare school in Engeland. Ze studeerde verder wiskunde en economie aan Trinity College, Cambridge. Daar trouwde ze met Hugo Ford, kankerspecialist in Addenbrookes Hospital. Ze hebben drie kinderen.
Van 1989 tot 2003 doorliep Ford een carrière in de bankwereld, voornamelijk bij J.P. Morgan. Ze was voornamelijk betrokken bij het financieren van nutsvoorzieningen en infrastructuur in Europa, het Midden Oosten en Afrika.
Ford was kandidate bij de parlementsverkiezingen van 2005 in Birmingham Northfield, maar werd niet gekozen. Zij werd in 2006 gekozen als raadslid voor South Cambridgeshire.
Bij de verkiezingen in 2009 werd Ford gekozen als lid van het Europees Parlement voor de kiesomschrijving East of England. Zij wasis de woordvoerder van haar partij voor Industrie en Research, zetelt in de Commissie Industry, Research en Energy en had ook zitting in de Commissie Milieu, Openbare gezondheid en Voedselveiligheid en in de Commissie Economie en Monetaire zaken. Bij de verkiezingen van 2014 werd zij herkozen.
Bij de parlementsverkiezingen in 2017 werd Ford gekozen als lid van het Lagerhuis voor Chelmsford.